# Boigneville
Boigneville  [bwaɲøvil] je francouzská obec v departementu Essonne, v regionu Île-de-France, 58 kilometrů jihovýchodně od Paříže.

## Geografie
Sousední obce: Champmotteux, Prunay-sur-Essonne, Buno-Bonnevaux, Nanteau-sur-Essonne, Nangeville, Orveau-Bellesauve a Malesherbes.

## Vývoj počtu obyvatel
Počet obyvatel

## Památky
- jeskyně Prinvaux s prehistorickou výzdobou